# Amazoňan guadelupský
Amazoňan guadelupský (Amazona violacea) je vyhynulý pták z rodu amazoňan. Má se zato, že byl endemitem v oblasti ostrova Guadeloupe v Malých Antilách. Zmínky a popis pocházejí ze 17. a 18. století, vědecké jméno dostal v roce 1789. V roce 1905 byl přeřazen do rodu Amazona a soudí se, že byl příbuzný a možná i totožný s amazoňanem císařským. Vyhynul okolo roku 1800. Dochovala se loketní kost a tibiotarsus z ostrova Marie-Galante.